# Teflutyksol
Teflutyksol, teflutiksol – organiczny związek chemiczny, pochodna tioksantenu zsyntetyzowana w laboratoriach firmy farmaceutycznej H. Lundbeck. 
Wykazuje aktywność neuroleptyczną. Właściwościami farmakologicznymi zbliżony do flupentyksolu. Dotychczas nie został wprowadzony do lecznictwa (poza badaniami klinicznymi prowadzonymi w latach osiemdziesiątych).